# Sparrow Lacus
Cet article concerne le lac de Titan, le satellite de Saturne. Pour le lac situé au Canada, sur Terre, voir lac Sparrow.
Pour les articles homonymes, voir Ontario (homonymie).
Sparrow Lacus est un lac de Titan, le satellite naturel de Saturne.

## Caractéristiques
Sparrow Lacus est situé près du pôle Nord de Titan, centré sur 84,3° de latitude nord et 64,7° de longitude ouest, et mesure 81,4 km dans sa plus grande longueur. Découvert sur des images prises par la sonde Cassini en 2007, Sparrow Lacus fait partie des nombreux lacs qui parsèment la région septentrionale de Titan.

## Observation
Sparrow Lacus a été découvert par les images transmises par la sonde Cassini en 2007. Il a reçu le nom du lac Sparrow, un lac du Canada.